# Valet-Parken

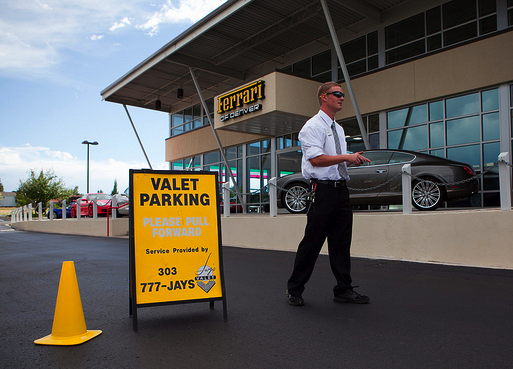
Valet-Parken in Denver

Valet-Parken [va’le: ˈpaʁkn̩] (deutsch Parkservice, Parkdienst) ist eine Dienstleistung, bei der das Parken von Kundenfahrzeugen gegen Gebühr und/oder Trinkgeld übernommen wird. Umgangssprachlich ist auch die Bezeichnung Parkservice oder Parkdienst gebräuchlich.
Angeboten wird das Valet-Parken vorwiegend von Hotel- und Gastronomiebetrieben oder an Flughäfen. In Nordamerika, wo das valet parking als Alternative zum self parking besonders weit verbreitet ist, kann die Dienstleistung auch bei weiteren Einrichtungen (wie zum Beispiel bei Krankenhäusern und Golfclubs) in Anspruch genommen werden.

## Leistungsbeschreibung
Der Kunde bringt das Fahrzeug an den Übergabepunkt (auch als Valet-Zone bezeichnet) und händigt dem Dienstleister bzw. Valet (englisch oder ursprünglich französisch „Diener“) den Fahrzeugschlüssel aus. Dabei ist es üblich, dass der Kunde ein kleines Trinkgeld zahlt. Der Dienstleister gibt dem Kunden im Gegenzug einen Parkschein und parkt anschließend das Fahrzeug.
Wenn der Kunde später die Einrichtung verlassen will, wird das Fahrzeug nach Aufforderung wieder vorgefahren und der Fahrzeugschlüssel zurückgegeben. Auch dann ist das Zahlen eines kleinen Trinkgeldes üblich.
Gelegentlich werden zusätzlich zum Valet-Parken weitere Dienstleistungen angeboten, die während der Abwesenheit des Kunden am Fahrzeug erledigt werden können. Dazu zählen beispielsweise das Waschen oder Warten des Kundenfahrzeugs.